# Senecio perralderianus
Senecio perralderianus là một loài thực vật có hoa trong họ Cúc. Loài này được Coss. miêu tả khoa học đầu tiên năm 1862.